# Michael Grabner
Michael René Grabner (ur. 5 października 1987 w Villach) – austriacki hokeista, reprezentant Austrii, olimpijczyk.

## Kariera
- Villacher SV U20 (2002-2004)
- EC VSV (2003-2004)
- Spokane Chiefs (2004-2007)
- Manitoba Moose (2007-2010)
- Vancouver Canucks (2007-2010)
- New York Islanders (2010-2015)
  -  EC VSV (2012-2013)
- Toronto Maple Leafs (2015-2016)
- New York Rangers (2016-2018)
- New Jersey Devils (2018)
- Arizona Coyotes (2018-2020)

Wychowanek klubu VSV w rodzinnym mieście. Do 2004 grał w jego barwach w lidze EBEL. Wówczas wyjechał do USA i w drużynie ze Spokane przez dwa lata grał w kanadyjskich juniorskich rozgrywkach WHL w ramach CHL. Po pierwszym sezonie w drafcie NHL z 2006 został wybrany przez Vancouver Canucks. W kolejnych sezonach grał w zespole farmerskim Manitoba Moose w lidze AHL. W lidze NHL w barwach zespołu z Vancouver zadebiutował w październiku 2009. W październiku 2010 został zawodnikiem New York Islanders. W maju 2011 przedłużył kontrakt z klubem o pięć lat. Od października 2012 do stycznia 2013 w czasie lokautu w sezonie NHL (2012/2013) tymczasowo związany kontraktem z macierzystym klubem VSV. Od września 2015 zawodnik Toronto Maple Leafs. Od lipca 2016 zawodnik New York Rangers, związany dwuletnim kontraktem. W lutym 2018 został zawodnikiem New Jersey Devils. Od lipca 2018 zawodnik Arizona Coyotes, związany trzyletnim kontraktem. Jesienią 2020 ogłoszono, że jego kontrakt został wykupiony i Grabner stał się wolnym zawodnikiem.
Został jednym z trzech Austriaków grających w lidze NHL oraz jednym z sześciu w historii.
Uczestniczył w turniejach mistrzostw świata w 2012 (Dywizja I) oraz zimowych igrzysk olimpijskich 2014 (13 lutego 2014 w meczu inauguracyjnym Austrii z Finlandią zakończonym wynikiem 4:8 strzelił trzy gole uzyskując hat-trick).

## Sukcesy i wyróżnienia
Reprezentacyjne

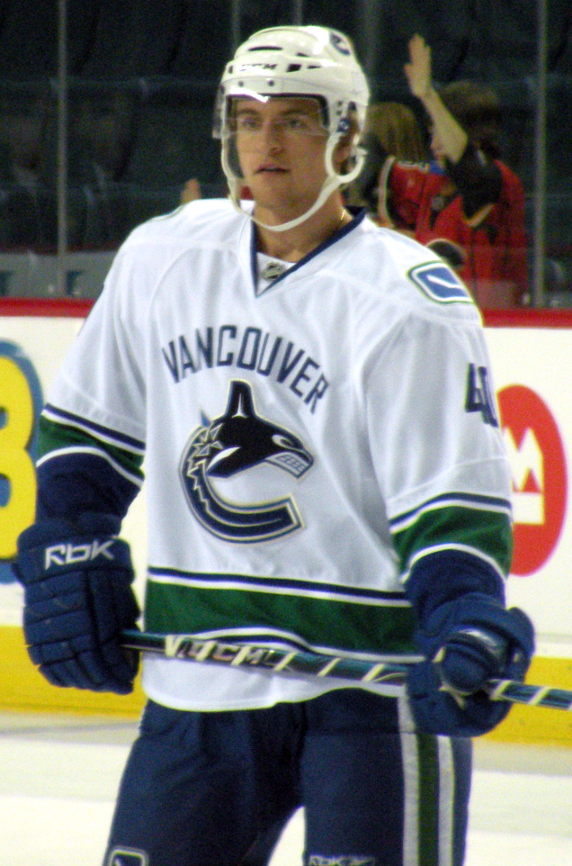
Michael Grabner w barwach Vancouver Canucks (2009)

- Awans do mistrzostw świata Elity: 2012

Klubowe
- Mistrzostwo dywizji AHL: 2007, 2009 z Manitoba Moose
- Mistrzostwo konferencji AHL: 2009 z Manitoba Moose
- Mistrzostwo w sezonie regularnym AHL: 2009 z Manitoba Moose
- Norman R. „Bud” Poile Trophy: 2009 z Manitoba Moose
- Mistrz dywizji NHL: 2010 z Vancouver Canucks

Indywidualne
- CHL 2005/2006:
  - CHL Top Prospects Game
- NHL (2010/2011):
  - Najlepszy pierwszoroczniak miesiąca: luty 2011
  - Skład gwiazd pierwszoroczniaków
- Hokej na lodzie na Zimowych Igrzyskach Olimpijskich 2014 – turniej mężczyzn:
  - Hat trick w meczu z Finlandią (4:8) 13 lutego 2014
  - Pierwsze miejsce w klasyfikacji strzelców turnieju: 5 goli